# Photuris pennsylvanica
Photuris pennsylvanica är en skalbaggsart som först beskrevs av De Geer 1774.  Photuris pennsylvanica ingår i släktet Photuris och familjen lysmaskar. Inga underarter finns listade i Catalogue of Life.

## Bildgalleri

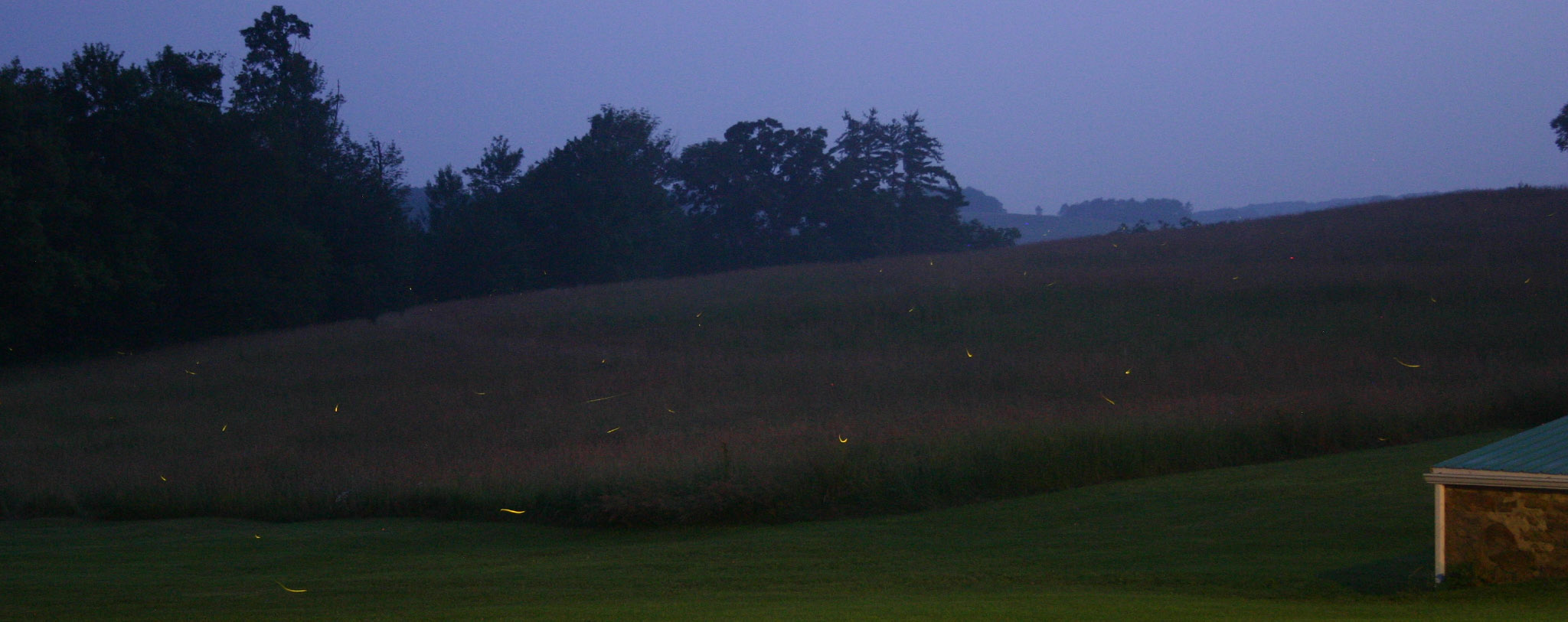